# Sieglinde (Kartoffel)

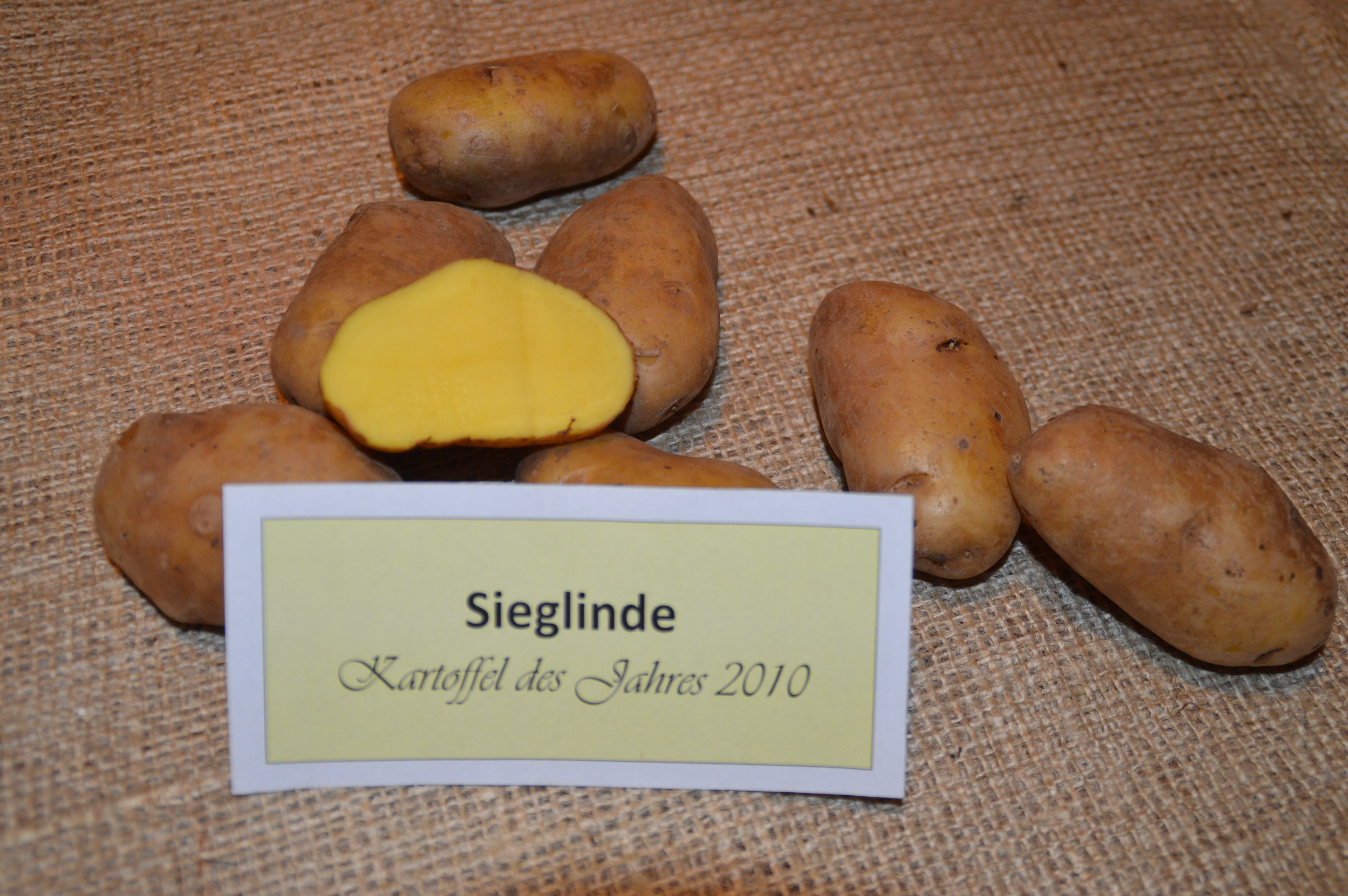
Sieglinde als Kartoffel des Jahres 2010

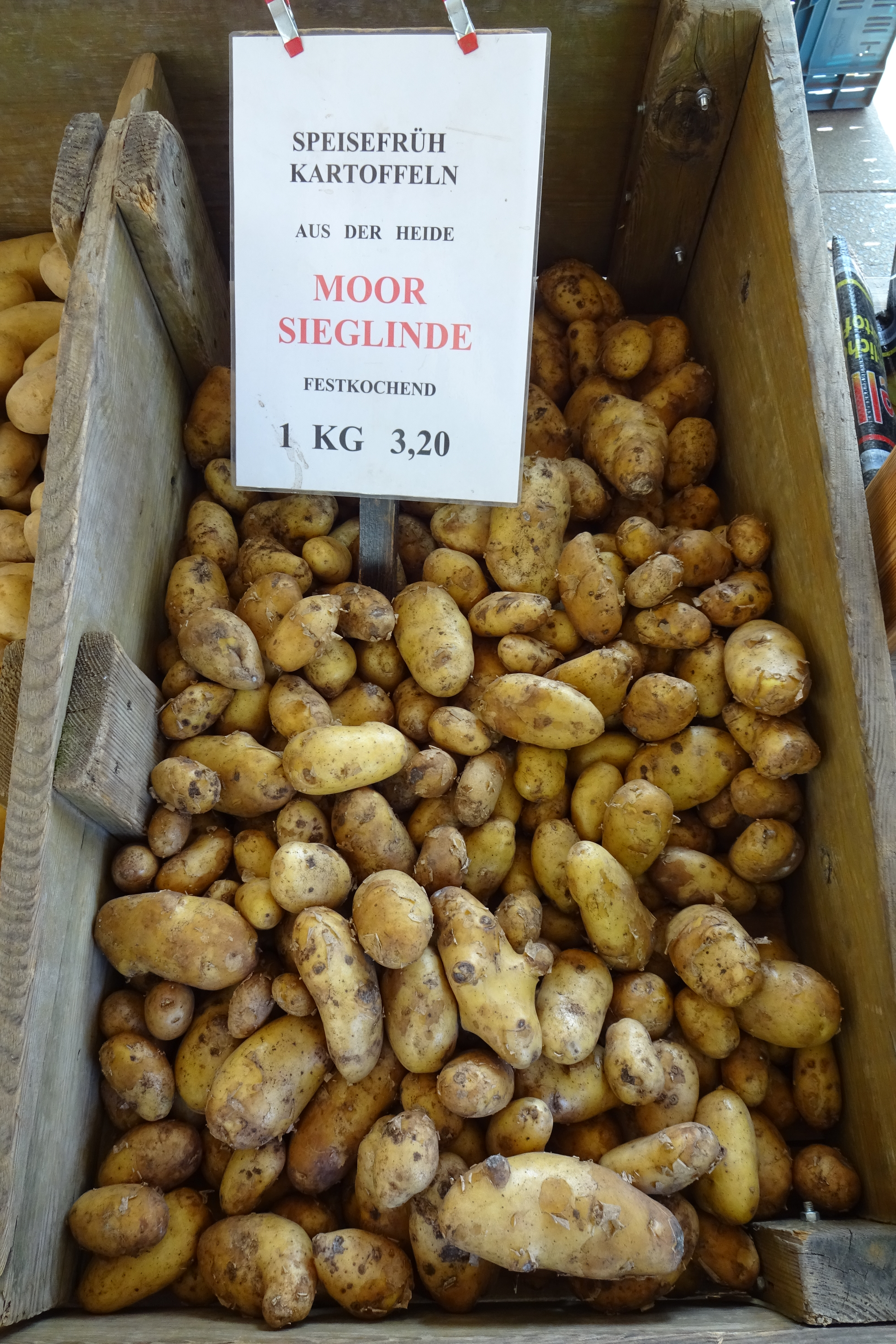
Moor-Sieglinde

Sieglinde ist eine seit 1935 angebaute, früh reifende Kartoffelsorte mit lang-ovalen bis langen Knollen mit gelbem, festkochendem Fleisch,  Sie wird für Kartoffelsalat hoch geschätzt. Ihr Geschmack ist feinwürzig und leicht speckig. Die Blüten sind weiß.
Eine Jury aus Umwelt-, Verbraucher- und Bauernverbänden zeichnete sie als Kartoffelsorte des Jahres 2010 aus.

## Moor-Sieglinde
In Moorboden, insbesondere im Teufelsmoor oder Donaumoos, angebaute Sieglinde-Kartoffeln gelten als besonders schmackhaft. Außerdem haftet Moorboden nicht an den Kartoffeln, sie können daher ohne Waschen verpackt und verkauft werden.

## Sortenschutz und Zulassung
Sieglinde ist die älteste deutsche Kartoffelsorte, die vom Bundessortenamt für den gewerblichen Anbau zugelassen ist. Ihre Zulassung wurde 1935 von der Kartoffelzucht Böhm aus der Lüneburger Heide beantragt. Der Sortenschutz für Kartoffeln beträgt in Deutschland 30 Jahre. Sieglinde ist daher inzwischen „frei“.
Im Zuge der Kontroverse um die Kartoffelsorte Linda berichtete die Financial Times Deutschland im Jahr 2005, der Züchter Europlant strebe an, dass auch die Zulassung von Sieglinde rückgängig gemacht werden solle. Dies wurde von Europlant als Falschmeldung zurückgewiesen.

## Resistenzen
Sieglinde ist resistent gegen Kartoffelkrebs und hoch resistent gegen Rhizoctonia, Erwinia-Schwarzbeinigkeit, Kartoffelvirus A und Kartoffelvirus Y.

## Anfälligkeiten
Dagegen ist sie anfällig für Krautfäule, Knollenfäule, Kartoffelschorf, Fusarium-Trockenfäule, Blattrollvirus, Kartoffelvirus M, Kartoffelvirus X und Kartoffelnematoden.